# 17e régiment d'infanterie coloniale
Pour les articles homonymes, voir 17e régiment.
Le 17e régiment d'infanterie coloniale (17e RIC) est une unité de l'Armée française, qui a existé de 1900 à 1901 pendant la révolte des Boxers, puis de 1932 à 1934. Il était en garnison en Chine pendant ces deux périodes.

## Création et différentes dénominations
- 28 juin 1900 : Création du 17e régiment d'infanterie de marine (17e RIM ou 17e RIMa)
- juillet 1900 : renommé 17e régiment d'infanterie coloniale (17e RIC)[1]
- 1901 : dissolution
- 1er octobre 1932 : création du 17e régiment mixte d'infanterie coloniale (17e RMIC)
- 31 décembre 1934 : dissolution

## Historique

### Première formation
Le régiment est créé le 28 juin 1900 à partir des bataillons de marche de l'expédition contre les Boxers.
Avec le 16e RIC (Colonel de Pélacot), le 18e RIC (Colonel Comte) et 3 batteries d'artillerie coloniale de 80, le 17e fait partie de la 1re brigade du général Frey[réf. souhaitée].
- 20 août 1900 - Débarquement à Tien-Tsin pour être dirigé sur Pékin[réf. souhaitée]

Il est dissous en 1901.

### L'entre-deux-guerres
Le régiment est recréé à Shanghai le 1er octobre 1932 à partir des 103e et 104e bataillons mixte d'infanterie coloniale. Ces deux bataillons, issus de la « réserve de Chine » formée en Indochine, avaient rejoint le détachement français de Changaï en 1927 sous le nom de 103e et 104e bataillons indochinois de marche d'Extrême-Orient. Ils deviennent respectivement Ier et IIe bataillon du 17e RMIC.
Ils sont rejoints en décembre 1932 par le 101e bataillon de marche d'infanterie coloniale. Ce bataillon, également issu de la réserve de Chine, avait été envoyé à Shanghai en mars 1932 à cause de l'invasion japonaise en Mandchourie. Il devient en 1933 le IIIe bataillon du 17e RMIC.
Le 17e RMIC est dissous le 31 décembre 1934 et forme le lendemain le bataillon mixte d'infanterie coloniale de Chine.

## Personnalités ayant servi au régiment
- Charles Rondony, général français tué pendant la Première Guerre mondiale, lieutenant-colonel commandant en second le régiment en 1901 ;
- Georges Bavière, Compagnon de la Libération, capitaine au régiment en 1933.